# Hétszemélyes Tábla
A Hétszemélyes Tábla egy felsőbíróság neve volt  a királyi Magyarországon.  Elnevezése arra utal, hogy eredetileg hét tagból állt.

## Leírása
Az 1723. évi szervezés szerint az ország legfőbb ítélőszéke a Főméltóságú Királyi Curia két részből állt: a) a hétszemélyes táblából és b) a királyi ítélőtáblából; ezekhez járult 1840-ben mint a királyi kúriának külön önálló osztálya a váltófeltörvényszék. A hétszemélyes táblának és egyúttal az összes királyi kúriának az elnöke a nádor volt, akinek akadályoztatása esetében az országbíró vagy a zászlós urak valamelyike elnökölt. Eredetileg hét tagból állt; innen az elnevezése. Hunyadi Mátyás király korában – valószínűleg – a nádor, a prímás (mint főkancellár) vagy helyettese, az országbíró, a főtárnokmester, a királyi főudvarmester, a bán és az erdélyi vajda. Később három egyházi és három világi főúr. A tagok számát az 1723. évi XXIV. törvénycikk  tizenötre, majd az ügyek számának növekedésével az 1741. évi XXIV. törvénycikk huszonegyre emelte. Köztük volt a prímás és 3 főpap, a főtárnokmester és 5 főúr. Később, az ügyforgalom emelkedésével, a tagok száma is emelkedett. A hétszemélyes tábla kizárólag fellebbviteli bíróság volt. A pereket a királyi táblának előadó bírái adták elő, szavazati joguk azonban nem volt. Az ítélethozatalhoz 11 tag jelenléte volt szükséges.

## Tagjairól szóló szócikkek
- Amade Antal (író)
- Barics Adalbert
- Kopácsy József
- Lotaringiai-Habsburg Károly
- Majthényi Károly
- Mitterpacher Dániel Antal
- Németh György
- Pálffy Fidél
- Péchy Imre (alnádor)
- Sárközy Kázmér
- Simonyi János
- Suhayda János
- Széchényi Ferenc
- Szekrényessy Endre
- Teleki László (politikus, 1764–1821)
- Vécsey Miklós (főispán, 1749–1829)

## Jegyzőiről szóló szócikkek
- Vajkay Károly